# Bayer József (politológus)
Bayer József (Pilisszentiván, 1946. március 1. –) magyar filozófus, politológus, egyetemi tanár, a Magyar Tudományos Akadémia rendes tagja. Fő kutatási területe a politikaelmélet és a globalizáció társadalmi és politikai kérdései. 1998 és 2009 között az MTA Politikatudományi Intézet igazgatója, 2000-től a Zsigmond Király Főiskola főigazgatója, majd rektora volt 2016-ig.

## Életpályája
Felsőoktatási tanulmányait 1967-ben kezdte a Debreceni Tanárképző Főiskola (ma a Debreceni Egyetem része) népművelés–könyvtár szakán, ahol 1970-ben szerzett tanári és népművelő diplomát, majd posztgraduális képzésen tanult a Kossuth Lajos Tudományegyetem népművelés szakán, ahol 1973-ban kapott diplomát. Ezenkívül filozófiát tanult az Eötvös Loránd Tudományegyetemen, ahol 1976-ban végzett. 1976 és 1977 között a Frankfurti Egyetemen, 1985-ben pedig a Harvard Egyetemen tanult.
Első diplomájának megszerzése után könyvtárosként dolgozott, majd 1972-ben a Debreceni Orvostudományi Egyetem filozófiatanára lett. 1979-ben került a Magyar Tudományos Akadémia Filozófiai Intézetébe, ahol kutatóként dolgozott. 1985-ben átkerült az MTA Társadalomtudományi Intézetébe, melynek tudományos osztályvezetője lett. 1990-ben az átszervezett MTA Politikatudományi Intézet tudományos tanácsadója lett, majd 1998-ban kinevezték az intézet igazgatójává, amelyet 2009. december 31-éig vezetett. Kutatóintézeti állása mellett 1991 és 1994 között a Bécsi Egyetem vendégprofesszora volt, majd 1996-ig a Bécsi Diplomáciai Akadémián oktatott. 1994 és 1998 között az Eötvös Loránd Tudományegyetem Bölcsészettudományi Kar politológia tanszékvezető egyetemi tanára volt, majd az ELTE Társadalomtudományi Karának oktatója lett. 2000-ben a Zsigmond Király Főiskola főigazgatójává nevezték ki, majd az iskola átszervezése után annak rektora lett. 1997 és 2000 között Széchenyi professzori ösztöndíjjal kutatott.
1981-ben védte meg filozófiai tudományok kandidátusi, 1996-ban politikatudományok akadémiai doktori értekezését. 1995-ben habilitált. 1997 és 2000 között az MTA közgyűlési képviselője volt. 2002-től több éven át az MTA Politikatudományi Bizottságának elnöke volt. 2004-ben megválasztották az akadémia levelező, 2010-ben pedig rendes tagjává. Szintén 2004-től az MTA Gazdaság- és Jogtudományok Osztályának elnökhelyettese volt. 2008-ban az akadémia Nemzetközi Tanulmányok Doktori Bizottsága elnöke lett. 2005-ben Pázmány Péter-díjban részesült. Emellett 1997 és 2003 között a Magyar Politikatudományi Társaság elnöke volt.
Tudományos pályafutása mellett közéleti szerepeket vállalt: az 1990-es országgyűlési választáson a Magyar Szocialista Párt országgyűlési képviselőjelöltje volt, mandátumot azonban nem szerzett. 1997-ben az MSZP a Magyar Távirati Iroda Tulajdonosi Tanácsadó Testületébe (TTT) delegálta. 2001-ben a TTT alelnöke, 2005-ben annak elnöke lett.

## Munkássága
Fő kutatási területei a politikaelmélet és a globalizáció társadalmi és politikai kérdései. Kezdetben a pluralizmus, illetve az újkantiánus társadalomelméletének problémáival foglalkozott. A rendszerváltás utáni időszakban a politikaelmélet magyarországi alapjait tette le, elsősorban a legitimitás, a szabadság és a politikai gondolkodás tekintetében. A 2000-es években a globalizációval kapcsolatos társadalmi és politikai változások vizsgálatával foglalkozott. Ezek felfogása szerint gyökeresen megváltoztatják a politika és a nemzeti kultúra környezetét.
A rendszerváltással kapcsolatban is több publikációt jelentetett meg, ezekben a folyamatokat globális összefüggésekbe helyezte és vizsgálta. A politikai hagyományok átalakulását, a populizmus és a szélsőséges irányzatok erősödését a globalizációs kihívásokra adott válaszként értelmezte. Számos európai és hazai kutatás kezdeményezője és vezetője volt, amelyek eredményeit több tanulmánykötetben jelentetett meg. Több mint százötven tudományos publikáció szerzője vagy társszerzője. Műveit magyar, német és angol nyelven adja ki.

## Főbb publikációi
- Pluralizmus (Hardi Péterrel, 1985)
- Az érték antinómiái. Az újkantiánus értékelmélet és hatása a szociológia módszertanára (Akadémiai, 1989)
- Schock der Freiheit (Rainer Deppével, 1993)
- A politikai legitimitás. Elméletek és viták a legitimitásról és a legitimációs válságról (Napvilág, 1997)
- A politikai gondolkodás története (Osiris, 1998)
- A politikatudomány alapjai (Napvilág, 1999)
- Politika és társadalom (2002)
- Társadalomismeret (társszerző, 2004)
- Távol és közel. Tanulmányok a nemzetközi kapcsolatok körében (Vasali Zoltánnal, 2006)
- Az európai identitás és a nemzetállamok (2006)
- From Transition to Globalization (társszerk., 2007)
- A populizmus kísértése az új demokráciában (2008)
- Európai pártcsaládok és ideológiák a XXI. század elején (szerk., 2008)
- Kormányzati, gazdasági és civil érdekérvényesítés az Európai Unióban (szerk., 2009)
- A rendszerváltás húsz éve (társszerk., 2009)